# Паллінг
Паллінг (нім. Palling) — громада в Німеччині, розташована в землі Баварія. Підпорядковується адміністративному округу Верхня Баварія. Входить до складу району Траунштайн.
Площа — 53,83 км2. Населення становить 3528 ос. (станом на 31 грудня 2020).